# Ludwig Klages
Ludwig Klages (10. prosince 1872 Hannover – 29. července 1956 Kilchberg u Curychu) byl německý filosof, psycholog a kritik modernity, jeden z průkopníků grafologie.

## Život
Po maturitě v Hannoveru studoval fyziku, filosofii a chemii v Lipsku, Hannoveru a od roku 1893 v Mnichově, kde zůstal až do vypuknití války; po promoci se však rozhodl, že se chemií zabývat nebude, a se dvěma přáteli zde roku 1894 založil Německou grafologickou společnost. S mystikem Alfredem Schulerem, jeho přáteli a s excentrickou Fanny zu Rewentlow vytvořili „Kosmický kroužek“ a Fanny se stala jeho milenkou. Klages obdivoval básníka Stefana George a hlásil se k „filosofii života“. Kritizoval „degenerovanou“ modernu a vychvaloval „mystickou“ germánskou minulost a hrdinskou roli umělce, který má tvořit budoucnost. 

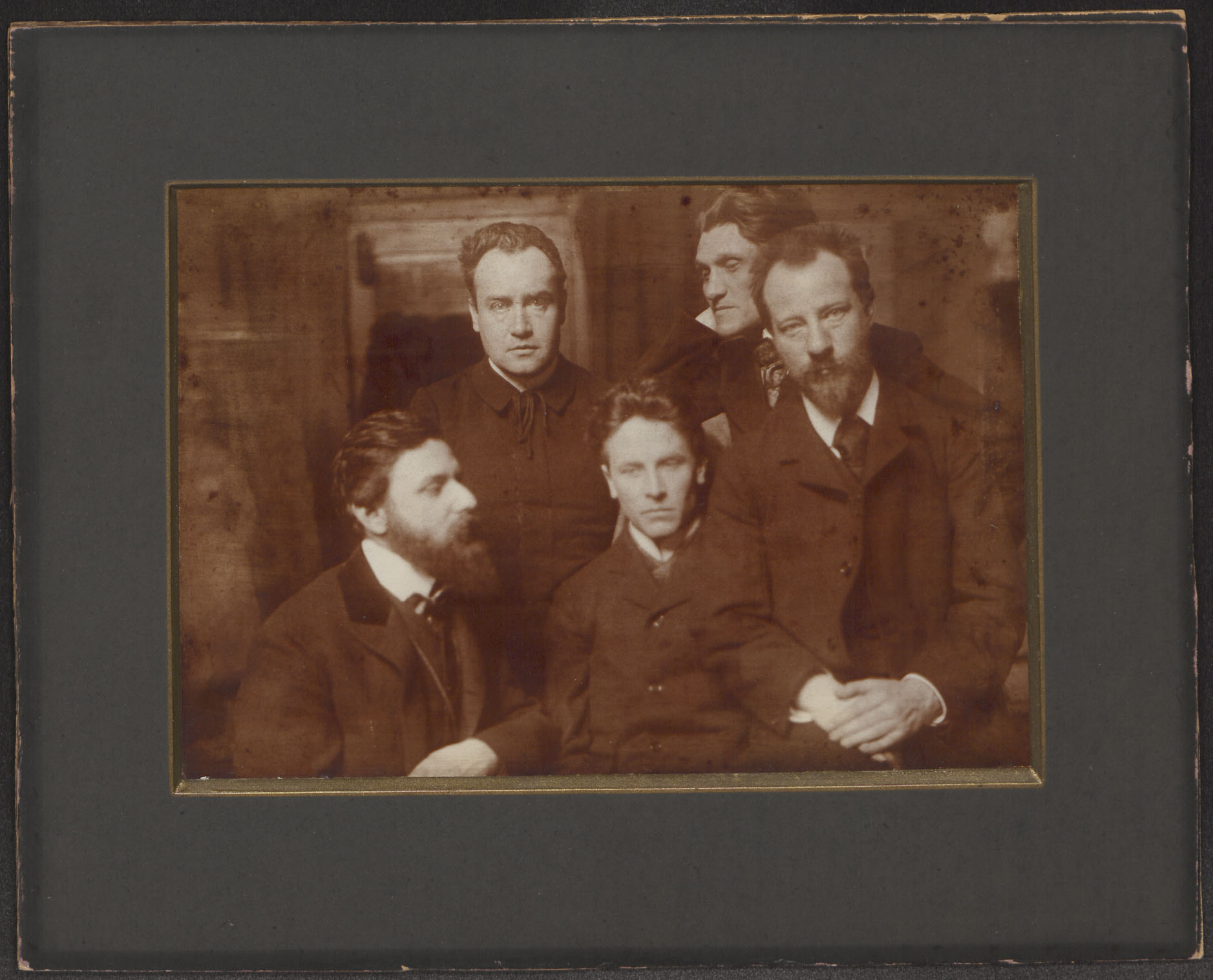
Karl Wolfskehl, Alfred Schuler, Ludwig Klages, Stefan George & Albert Verwey (1902)

V roce 1914, když vypukla první světová válka, nesdílel Klages obecné nadšení a odstěhoval se do Švýcarska. Žil z honorářů za články a přednášky, roku 1920 se vrátil do Německa a 1932 byl vyznamenán Goethovou medailí. Ač se svým rasismem, antisemitismem a „novopohanskými“ názory nebyl nacistům cizí, už roku 1936 byl kritizován, že málo podporuje režim, a při svých 60. narozeninách roku 1942 byl v novinách napadán. Po válce byl naopak rehabilitován.

## Myšlení
Klages byl konservativní myslitel, kritik moderního racionalismu a individualismu. Jeho „filosofie života“ je radikální kritika moderní civilizace, která ničí přírodu i lidskou přirozenost; je proto pokládán za předchůdce radikální ekologie. Klages vycházel z opozice mezi „duchem“ mechanické racionality a redukcionismu a „duší“ jako výrazem živého lidství. Podobně stavěl proti sobě mechanický takt a živý rytmus.
Grafologii se snažil postavit na vědecký základ jako studium „výrazové psychologie“: písmo je výrazem povahy a charakteru. Úkolem psychologie je zkoumat lidský charakter jako celek, proto Klages ostře odmítal jak psychologii Sigmunda Freuda, tak také experimentální psychologii, protože lidskou duši rozkládají na jednotlivé složky, a tudíž ji nemohou poznat.

## Hlavní díla
- Die Grundlagen der Charakterkunde (Základy nauky o charakteru, 1910)
- Mensch und Erde (Člověk a země, 1913)
- Handschrift und Charakter. Gemeinverständlicher Abriß der graphologischen Technik. (Rukopis a charakter, 1917)
- Vom Kosmogonischen Eros (O kosmogonickém Erótu, 1922)
- Der Geist als Widersacher der Seele I.-III. (Duch jako protivník duše, 1929–32)
- Vom Wesen des Rhythmus (O podstatě rytmu, 1934)
- Ludwig Klages. Sämtliche Werke (Sebrané spisy). 16 svazků, Bouvier, Bonn 1964–1996.